# Sínodo Rio-Grandense
Sínodo Rio-Grandense foi um sínodo luterano fundado no Rio Grande do Sul, precursor da Igreja Evangélica de Confissão Luterana no Brasil.
Foi fundado em 20 de maio de 1886, em São Leopoldo,  com a presença de sete pastores e sete delegados leigos, representando sete comunidades: São Leopoldo, São Sebastião do Caí, Santa Cruz do Sul, Igrejinha, Santa Maria, Dois Irmãos e Teutônia.
A primeira tentativa de fundação de um sínodo no Rio Grande do Sul havia fracassado em meados de 1875 quando o Sínodo Teuto-Evangélico da Província do Rio Grande do Sul foi declarado oficialmente extinto. Para a refundação foi necessário vencer a resistência devida a iniciativa frustrada anteriormente, sendo fundamental a liderança do pastor Wilhelm Rotermund.
No 15º Concílio do Sínodo Riograndense, em Paraíso do Sul, em 1901, foi decidido alterar o nome para Igreja Evangélica Alemã do Rio Grande do Sul.
A Primeira Guerra Mundial causou a suspensão do envio de pastores da Alemanha, levando o sínodo a buscar a formação de pastores no Brasil. Assim, em 1921, por iniciativa do pastor Hermann Gottlieb Dohms surgiu em Cachoeira do Sul um curso preparatório para pastores, a partir do qual surgiria o Pré-Seminário do Sínodo Riograndense.
Em 1924, ocorre a filiação à Federação Eclesiástica Evangélica Alemã (FEEA) (Deutscher Evangelischer Kirchenbund), sepultando a ideia de autonomia e estreitando ainda mais os laços e a subordinação à Igreja-mãe. Porém também representou a cooptação da Igreja em meio à ideologia nazismo.
Em 1949, juntou-se aos demais três sínodos no Brasil, vindo a constituir a atual IECLB.

## Fundadores
Os pastores fundadores foram os seguintes:
- Wilhelm Rotermund (1843-1924), de São Leopoldo
- Conrad Schreiber (1854-1946), de São Sebastião do Caí,
- Friedrich Hildebrand (1846-1932), de Santa Cruz do Sul,
- Rudolf Dietschi (1849-1930), de Igrejinha,
- Friedrich Pechmann (1851-1925), de Santa Maria e
- Friedrich Brutschin (1844-1919), de Teutônia.